# Campeonato Mundial de Piragüismo en Aguas Tranquilas de 1990
El XXIII Campeonato Mundial de Piragüismo en Aguas Tranquilas se celebró en Poznań (Polonia) en el año 1990 bajo la organización de la Federación Internacional de Piragüismo (ICF) y la Federación Polaca de Piragüismo.
Las competiciones se realizaron en el canal de piragüismo ubicado en el lago Malta.

## Medallistas

### Masculino
| Evento      | Oro                                                                     | Plata                                                                              | Bronce                                                                   |
| ----------- | ----------------------------------------------------------------------- | ---------------------------------------------------------------------------------- | ------------------------------------------------------------------------ |
| K1 500 m    | Serguei Kalesnik URSS                                                   | Mike Herbert Estados Unidos                                                        | Martin Hunter Australia                                                  |
| K2 500 m    | Serguei Kalesnik Anatoli Tishchenko URSS                                | Mike Herbert Terry Kent Estados Unidos                                             | Kay Bluhm Torsten Gutsche RDA                                            |
| K4 500 m    | Oleg Gorobi Serguei Kirsanov Alexandr Motuzenko Andrei Plitkin URSS     | Mathias Hoppe Uwe Münch Andreas Stähle André Wohllebe RDA                          | Attila Ábrahám · Ferenc Csipes · Gyula Kajner · Béla Petrovics · Hungría |
| K1 1000 m   | Knut Holmann · Noruega                                                  | Maciej Freimut · Polonia                                                           | Philippe Boccara Francia                                                 |
| K2 1000 m   | Kay Bluhm Torsten Gutsche RDA                                           | Vladimir Bobreshov Artūras Vieta URSS                                              | Gábor Szabó · Béla Petrovics · Hungría                                   |
| K4 1000 m   | Attila Ábrahám · Ferenc Csipes · Zsolt Gyulay · László Fidel · Hungría  | Serguei Kalesnik Serguei Kirsanov Alexandr Motuzenko Anatoli Tishchenko URSS       | Kay Bluhm Torsten Gutsche Torsten Krentz André Wohllebe RDA              |
| K1 10 000 m | Philippe Boccara Francia                                                | Greg Barton Estados Unidos                                                         | Torsten Krentz RDA                                                       |
| K2 10 000 m | Grayson Burne Ivan Lawler Reino Unido                                   | Ian Ferguson Paul MacDonald Nueva Zelanda                                          | Boris Danilov Vladimir Mozheiko URSS                                     |
| K4 10 000 m | Dmitri Bankovski Vladimir Bobreshov Alexandr Myzguin Artūras Vieta URSS | Andrzej Gajewski · Andrzej Gryczko · Grzegorz Kaleta · Mariusz Rutkowski · Polonia | Gunnar Olsson · Hans Olsson · Peter Orban · Karl-Axel Sundqvist · Suecia |
| C1 500 m    | Mijail Slivinski URSS                                                   | Thomas Zereske RDA                                                                 | Nikolai Bujalov Bulgaria                                                 |
| C2 500 m    | Viktor Reneiski Nikolai Zhuravski URSS                                  | Ulrich Papke Ingo Spelly RDA                                                       | Attila Pálizs · György Zala · Hungría                                    |
| C4 500 m    | Yuri Gurin Viktor Reneiski Nikolai Zhuravski Valeri Veshko URSS         | Zsolt Bohács · Ervin Hoffmann · Gusztáv Leikep · Attila Szabó · Hungría            | Nikolai Bujalov Traicho Draganov Paisi Liubenov Deyan Slavov Bulgaria    |
| C1 1000 m   | Ivan Klementiev URSS                                                    | György Zala · Hungría                                                              | Thomas Zereske RDA                                                       |
| C2 1000 m   | Ulrich Papke Ingo Spelly RDA                                            | Gheorghe Andriev · Vasile Lehaci · Rumania                                         | Alexandr Gramovich Yuri Gurin URSS                                       |
| C4 1000 m   | Yuri Gurin Nikolai Zhuravski Viktor Reneiski Valeri Veshko URSS         | Gáspár Boldizsár · Ervin Hoffmann · Gusztáv Leikep · Attila Szabó · Hungría        | Nikolai Bujalov Traicho Draganov Paisi Liubenov Deyan Slavov Bulgaria    |
| C1 10 000 m | Zsolt Bohács · Hungría                                                  | Jan Bartůněk Checoslovaquia                                                        | Ivan Klementiev URSS                                                     |
| C2 10 000 m | Christian Frederiksen Arne Nielsson Dinamarca                           | Gheorghe Andriev · Vasile Lehaci · Rumania                                         | Andrei Balabanov Viktor Dobrotvorski URSS                                |

### Femenino
| Evento    | Oro                                                        | Plata                                                                | Bronce                                                         |
| --------- | ---------------------------------------------------------- | -------------------------------------------------------------------- | -------------------------------------------------------------- |
| K1 500 m  | Josefa Idem · Italia                                       | Yvonne Knudsen Dinamarca                                             | Katrin Borchert RFA                                            |
| K2 500 m  | Ramona Portwich Anke von Seck RDA                          | Éva Dónusz · Erika Mészáros · Hungría                                | Katrin Borchert Monika Bunke RFA                               |
| K4 500 m  | Ramona Portwich Anke von Seck Silke Bull Heike Rabenow RDA | Éva Dónusz · Erika Mészáros · Henriette Huber · Rita Kőbán · Hungría | Marcela Bednar Katrin Borchert Monika Bunke Catrin Fischer RFA |
| K1 5000 m | Katrin Borchert RFA                                        | Josefa Idem · Italia                                                 | Irina Salomykova URSS                                          |
| K2 5000 m | Ramona Portwich Anke von Seck RDA                          | Éva Dónusz · Erika Mészáros · Hungría                                | Yekaterina Koniovskaya Nelli Korbukova URSS                    |

## Medallero
| Núm. | País           | Oro | Plata | Bronce | Total |
| ---- | -------------- | --- | ----- | ------ | ----- |
| 1    | URSS           | 9   | 2     | 6      | 17    |
| 2    | RDA            | 5   | 3     | 4      | 12    |
| 3    | Hungría        | 2   | 6     | 3      | 11    |
| 4    | Dinamarca      | 1   | 1     | 0      | 2     |
| 4    | Italia         | 1   | 1     | 0      | 2     |
| 6    | RFA            | 1   | 0     | 3      | 4     |
| 7    | Francia        | 1   | 0     | 1      | 2     |
| 8    | Noruega        | 1   | 0     | 0      | 1     |
| 8    | Reino Unido    | 1   | 0     | 0      | 1     |
| 10   | Estados Unidos | 0   | 3     | 0      | 3     |
| 11   | Polonia        | 0   | 2     | 0      | 2     |
| 11   | Rumania        | 0   | 2     | 0      | 2     |
| 13   | Checoslovaquia | 0   | 1     | 0      | 1     |
| 12   | Nueva Zelanda  | 0   | 1     | 0      | 1     |
| 15   | Bulgaria       | 0   | 0     | 3      | 3     |
| 16   | Australia      | 0   | 0     | 1      | 1     |
| 17   | Suecia         | 0   | 0     | 1      | 1     |
|      | TOTAL          | 22  | 22    | 22     | 66    |